# Ștefan Tenețchi
Ștefan Tenețchi, în sârbă Стефан Тенецки, cu alfabetul latin: Stefan Tenecki, (n. 1720, Lipova, România – d. 15 august 1798, Certege, Alba, România) a fost un meșter iconar sârb sau aromân din Banat. În anul 1746 s-a stabilit la Arad, unde a locuit pe strada Episcopului, la numărul 3 (în prezent str. Nicolae Bălcescu, nr. 10).

## Opera

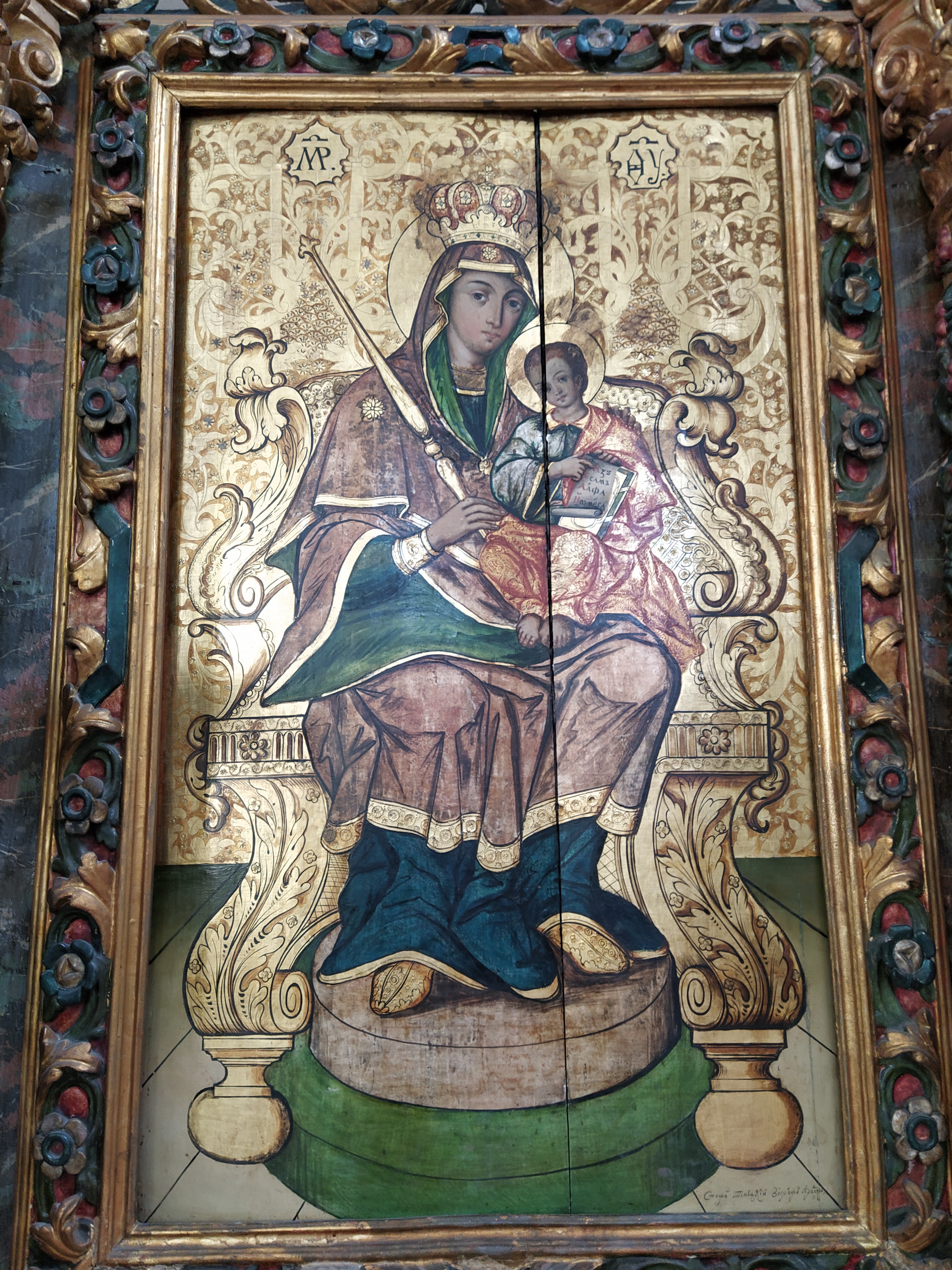
Icoană împărătească, iconostasul Catedralei din Blaj

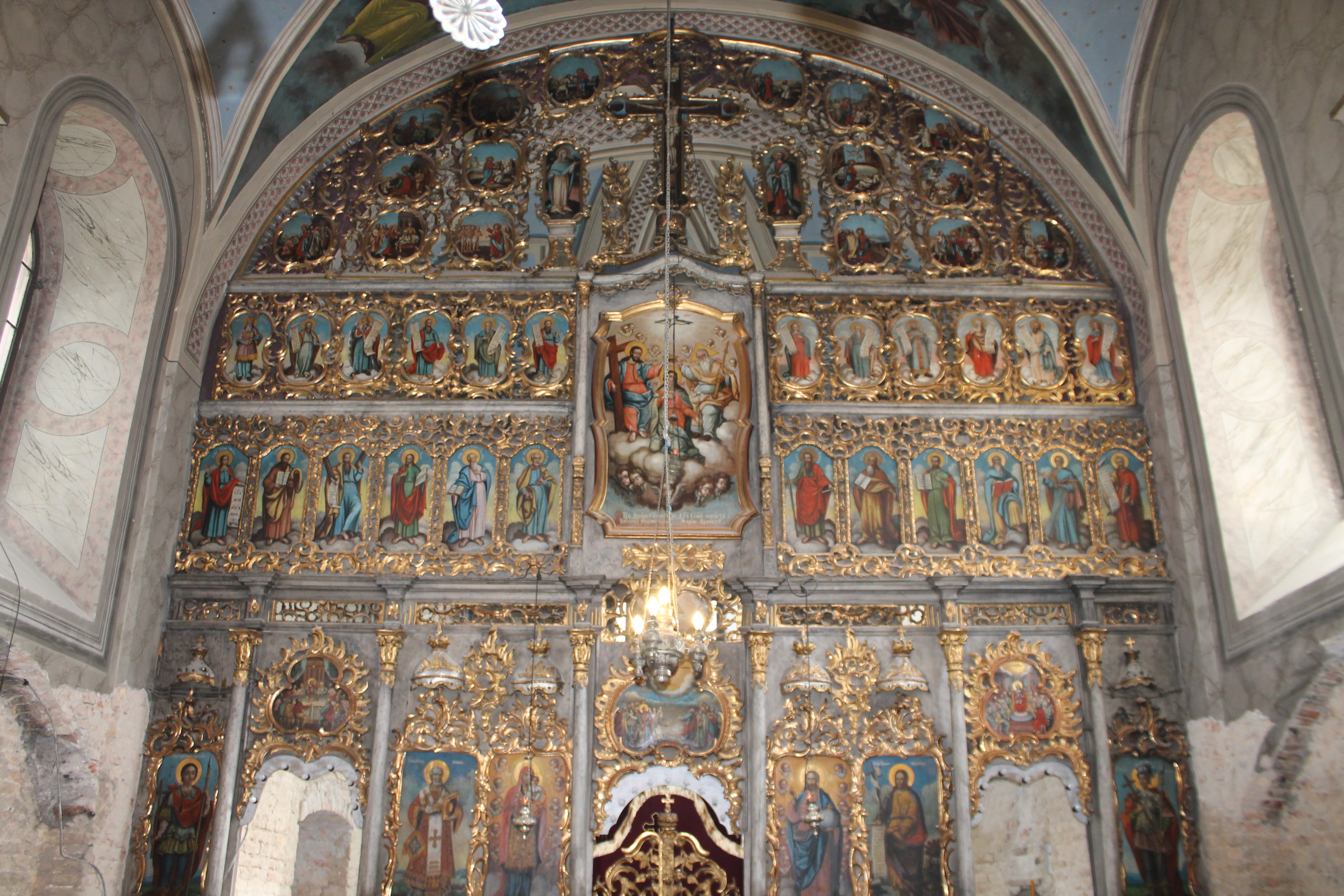
Iconostasul Bisericii Înălţarea Domnului din Ruma, pictat de Ștefan Tenețchi (Districtul Srem, Voievodina,
Serbia).

A pictat între altele iconostasul Catedralei Greco-Catolice din Blaj. 
Stefan Tenecki a fost pictor de curte al mai multor episcopi arădeni și unul din cei mai proeminenți pictori ai mitropoliei din Carloviț (Karlovac). A lucrat la icoane și iconostase pentru biserici din Arad, mănăstirea Bezdin, Pesta, Blaj, Ruma, Șiria, Lipova, Stari Bečej și altele.
Una din capodoperele sale se află în Serbia, într-o mică biserică din Vilovac, dedicată sfântului rege sârb Ștefan Dečanski.
În biserica Mănăstirii Cruședol de pe muntele Fruška Gora în regiunea Srem, nordul Serbiei, în provincia Voivodina, Stefan Tenecki a fost unul din autorii picturii în ulei.
Icoana Maicii Domnului făcătoare de minuni aflată la Mănăstirea Bezdin a fost adesea copiată, astfel încât până acum sunt cunoscute zeci de replici artistice, dintre care unele au fost realizate de Stefan Tenecki.
Biserica Sfântului Mare Mucenic Gheorghe din Pesta, construită în stil baroc conform proiectului lui Andreas Mayerhoffer, chiar în inima capitalei Ungariei, pe ulița Sârbilor (Szerb utca). Iconostasul, realizat pentru această biserică de celebrul reprezentant al picturii baroce sârbești, Stefan Tenecki, a fost distrus în marea inundație care a lovit Pesta în martie 1838 și s-au păstrat doar patru icoane.
Ștefan Tenecki a pictat iconostasul Bisericii Înălțarea Domnului din Ruma⁠(fr)[traduceți], districtul Srem, Serbia, care a fost construită în 1761.
A murit în satul Certege, Alba (lângă Câmpeni), în timp ce picta iconostasul bisericii greco-catolice din acea localitate. A fost înmormântat în ziua de 17 august 1798, slujba de înmormântare fiind oficiată de parohul Nicolae Adam din Abrud.